# Ivan Jullien
Pour les articles homonymes, voir Jullien.
Ivan Jullien, né le 27 octobre 1934 à Vincennes et mort le 3 janvier 2015 à Étampes,, est un trompettiste, compositeur, arrangeur et chef d'orchestre, qui a œuvré pendant plus de 50 ans auprès d'artistes de renom.

## Biographie

### Carrière musicale
Ivan Jullien s'est distingué au cinéma comme arrangeur dans les films suivants — Un homme et une femme, Le Soleil des voyous, Le Passager de la pluie… —  et en tant que compositeur-arrangeur dans — Tir groupé, Ronde de nuit, The Eye of the widow…
Il a également dirigé un big band, le Paris Jazz All Stars, dans les années 1960/1970, dans lequel ont joué les meilleurs jazzmen français et avec lequel il enregistra plusieurs albums dont Paris point zéro (1966), Secret Service (1971) et Porgy and Bess, où il y jouait aussi de la trompette.
Ivan Jullien fut l'un des membres ajouté du groupe Joey and the Showmen, qui accompagna Johnny Hallyday pour son spectacle à l'Olympia en 1964.
Il a écrit plus de 10 000 arrangements pour : Michel Legrand, Claude Nougaro, Henri Salvador, Charles Aznavour, Eddy Mitchell, Johnny Hallyday, Sacha Distel, Nicole Croisille, Nicoletta, Bernard Lavilliers, Françoise Hardy, Michel Jonasz, Charles Trenet, Count Basie Orchestra, Michel Leeb, Dee Dee Bridgewater, Elton John, mais aussi dans de nombreuses collaborations avec Eddie Barclay, Quincy Jones…
Alain Guerrini, fondateur du Centre d'informations musicales (CIM) en 1976, propose en 1982 d'enseigner le jazz à Ivan Jullien     pour remplacer Jef Gilson. Il apprendra le métier d'enseignant sur le tas. Ivan Jullien a enseigné plus de 20 ans, les techniques de l’orchestration et de l’arrangement musical. Il a compilé la somme de ses connaissances et de son savoir-faire, dans un ensemble de cinq ouvrages pédagogiques intitulés Traité de l'arrangement, en collaboration avec le compositeur et arrangeur Jean-Loup Cataldo,, qui traitent notamment de musique classique mais aussi de jazz, de musique contemporaine et de films.
Depuis 2008, il assurait des compositions, des arrangements et la direction d'un nouveau grand orchestre qu'il venait de reformer.

### Décès
En 2015, il meurt à 80 ans des suites d'une insuffisance respiratoire liée à une pneumopathie.

### Décoration
- Chevalier des Arts et des Lettres

### Prix
- 1971 : Prix Django-Reinhardt de l’Académie du jazz[8]
- 2003 : Victoires de la musique pour l’ensemble de son œuvre
- 2009 : Grand prix Sacem du jazz[3]

## Ouvrages
- Ivan Jullien, Technique de l'arrangement : jazz, blues, variété, classique, Choisy-le-roi, Distingo, 1992, 85 p.avec 1 K7
- Ivan Jullien et Jean-Loup Cataldo (en collaboration) (préf. Didier Lockwood), Traité de l'arrangement, vol. 1, Media Musique, 2005, 207 p. (ISBN 978-2952271509)
  - vol.2,  (ISBN 9782952271516)
  - vol.3,  (ISBN 9782952271523)
  - vol.4,  (ISBN 9782952271516)
  - vol.5,  (ISBN 9791092891003).

## Discographie sélective
Ivan Jullien a enregistré des albums en son nom et avec les orchestres qu'il dirigeait. Par ailleurs, il a collaboré comme arrangeur à  de nombreux albums de musique de variétés.

### Comme leader
- Paris Jazz All Stars sous la direction d'Ivan Jullien, Paris Point Zero, (LP, label Riviera no 521 047, 1966), enregistré le 11 & 12 février 1966 au Studio Davout, Prix Django-Reinhardt 1971

- Big Jullien & his All Star, Riviera Sound n°1, (LP, label Riviera – 521 102, 1968-1969)[9]

- Ivan Jullien Big Band, Blow!, (1970), (LP, label Blue Star – 80.712, 1977)

- Ivan Jullien, L'Orchestre, (1970), (LP, label Bingow Records – C 3356, 1983)
- Ivan Jullien Big Band, Secret service (label Riviera - 521 173, 1971)
- Eddy Louiss, Ivan Jullien, Porgy  and Bess, (LP, 1971), (réédition CD, label Gitanes, collection Jazz in Paris, 2001)
  - Orgue – Eddy Louiss; saxophone alto – Jacques Di Donato, Pierre Gossez; arrangé et dirigé par Ivan Jullien ; basse électrique – Francis Darizcuren ; batterie – André Ceccarelli ; contrebasse – Jacky Samson ; cor d'harmonie – Jean-Jacques Justafré, Yves Valada ; guitare électrique – Pierre Cullaz ; percussion – Bernard Lubat, Luis Agudo, Marc Chantereau ; piano, piano électrique – Michel Graillier ; saxophone baryton – Jacques Nourredine ; saxophone ténor – Robert Garcia, Jean-Louis Chautemps ; trombone – André Paquinet, Benny Vasseur, Christian Guizien, Gérard Massot, Jacques Bolognesi ; trompette – Fernand Verstraete, Ivan Jullien, Jean Baissat, Maurice Thomas, Michel Poli, Tony Russo ; tuba – Marc Steckar ; ingénieur du son – Francis Miannay.

- Synthesis, (label Movieplay – MOV-6.0571976, 1977)[10]

- Ivan Jullien, Complete Riviera Recordings, (2 x CD, label Universal Music France – 279 766-6, EmArcy – 279 766-6, collection Jazz In Paris – Hors-série 09, 2012)

Album posthume
- Ivan Jullien big band, Studio davout, (CD, label Continuo Jazz, CC220619, 2018)[11]